# Rio Timbó (vattendrag i Brasilien, Santa Catarina, lat -27,08, long -50,67)
Rio Timbó är ett vattendrag i Brasilien.   Det ligger i delstaten Santa Catarina, i den södra delen av landet, 1 300 km söder om huvudstaden Brasília.
I omgivningarna runt Rio Timbó växer huvudsakligen savannskog. Runt Rio Timbó är det mycket glesbefolkat, med 4 invånare per kvadratkilometer.